# Kadimah
Pour les articles homonymes, voir Kadima (homonymie).
Kadimah (קדימה) est la première association étudiante juive d'Europe, contemporaine du mouvement Amour de Sion. Elle est fondée en 1883 par l'initiative et sous l'influence de l'écrivain et du journaliste de langue hébraïque Peretz Smolenskin. Parmi les fondateurs du mouvement, on compte Nathan Birnbaum, le premier à utiliser le mot sionisme, et qui devient quelque temps plus tard un fervent opposant de l'idéal sioniste. Kadimah se donne pour but principal la lutte contre l'antisémitisme et l'assimilation. Elle formera bon nombre des futurs dirigeants du sionisme. Ce sont les leaders de Kadimah qui poussent Herzl à la tête de l'organisation sioniste.
La Kadimah est le relais des Amants de Sion russe. Ses membres refusent la passivité devant l'antisémitisme et n'hésitent pas à défendre l'honneur juif dans des duels qui les opposent à ceux des fraternités étudiantes germaniques qui leur refusent l'adhésion. 